# گور تپه و تپه جنوب گور تپه
گور تپه و تپه جنوب گور تپه مربوط به دوران‌های تاریخی پس از اسلام است و در شهرستان قروه، بخش چهار دولی، روستای بهارلو واقع شده و این اثر در تاریخ ۲۵ اسفند ۱۳۷۹ با شمارهٔ ثبت ۳۵۷۸ به‌عنوان یکی از آثار ملی ایران به ثبت رسیده است.